# Clarión
Clarión (spanska Isla Clarión, tidigare Isla Santa Rosa) är en ö i ögruppen Revillagigedoöarna i östra Stilla havet som tillhör kommunen Manzanillo i Colima, Mexiko. Ön har en area på 19,57 kvadratkilometer. Clarión ligger cirka 380 kilometer väster om huvudön Socorro. Isla Clarión är tillsammans med de övriga Revillagigedoöarna ett biosfärområde under namnet "Archipiélago de Revillagigedo" sedan 1994.
Den högsta höjden är den västra vulkanen Monte Gallegos på cirka 335 m ö.h. och övriga toppar är Monte de la Marina på cirka 280 m samt den östra Pico de la Tienda på cirka 292 m. Utanför öns nordvästra kust ligger ytterligare små klippöar, de så kallade Roca Monument.
Clarión har ingen bofast befolkning förutom cirka 9 militärpersonal på en förläggning vid Bahia Azufre på öns södra del. 
Ön är boplats för en rad fåglar, bland andra Clariónkorpen (Corvus corax clarionensis) som är en endemisk underart av korp.

## Historia
Clariónön upptäcktes möjligen redan 1542 av spanjoren Ruy Lopez de Villalobos eller 1615 av holländaren Joris van Spilbergen men upptäckten tillskrivs vanligen spanjoren José Camacho som anses att 1779 ha upptäckt både "Santa Rosa" och den nordligare "Roca Partida".
Den 25 juli 1861 under presidenten Benito Juárez införlivades hela ögruppen i delstaten Colima och 1957 upprättade den mexikanska flottan en bas på ön.